# Cowagjuch
Cowagjuch – wieś w Armenii, w prowincji Gegharkunik. W 2011 roku liczyła 3943 mieszkańców.